# اندیس قره زاغ ۳
قره زاغ ۳ یک اندیس مصالح ساختمانی است که در حوالی شهر صائین قلعه استان آذربایجان غربی قرار دارد و مادهٔ معدنی موجود در آن، سنگ تزئینی است.  